# Ernesto Navarro

Ernesto Navarro.

Ernesto Júlio Navarro (Lisboa, 7 de abril de 1876 — Lisboa, 19 de junho de 1938) foi um político português responsável pelo ministério do Comércio e Comunicações de 29 de Junho a 1919 a 15 de Janeiro de 1920, e de 16 a 21 de Janeiro de 1920; e pelo da Agricultura de 6 de Fevereiro a 30 de Novembro de 1922. Foi também subsecretário de Estado do Trabalho e Previdência Social no 14.º governo republicano (chefiado por Afonso Costa) entre 26 de maio e 9 de dezembro de 1917.